# 大卫·阿德尔曼
大卫·阿德尔曼（英语：David I. Adelman，1964年5月24日—）是一位美国外交官。曾于2010至2013年担任美国驻新加坡大使。

## 早年
阿德尔曼出生于美国纽约，曾就读于佐治亚大学。

## 美国驻新加坡大使
2009年，阿德尔曼被美国总统奥巴马提名为美国驻新加坡大使。 他于2010年3月19日由美国参议院一致确认。 作为大使，阿德尔曼因加强新加坡及其东南亚邻国和美国之间的文化和商业联系。在他的任期内，他领导了八个区域贸易代表团，包括派往缅甸、印度、印度尼西亚、马来西亚和越南的代表团。同样在他的任期内，美国在新加坡的直接外国投资总额达到1160亿美元，创历史新高。